# Neuseeländische Cricket-Nationalmannschaft in Indien in der Saison 2017/18
Die Tour der neuseeländischen Cricket-Nationalmannschaft nach Indien in der Saison 2017/18 fand vom 22. Oktober bis zum 7. November 2017 statt. Die internationale Cricket-Tour war Bestandteil der Internationalen Cricket-Saison 2017/18 und umfasste drei ODIs und drei Twenty20s. Indien gewann die ODI- und T20-Serie jeweils 2–1.

## Vorgeschichte
Indien bestritt zuvor eine Tour gegen Australien, für Neuseeland ist es die erste Tour der Saison.
Das letzte Aufeinandertreffen der beiden Mannschaften bei einer Tour fand in der Saison 2016/17 in Indien statt.

## Stadien
Die folgenden Stadien sind für die Tour als Austragungsort vorgesehen und am 1. August 2017 bekanntgegeben.
| Stadion                                | Stadt              | Kapazität | Spiele |
| -------------------------------------- | ------------------ | --------- | ------ |
| Feroz Shah Kotla                       | Delhi              | 48.000    | 1. T20 |
| Green Park Stadium                     | Kanpur             | 33.000    | 3. ODI |
| Wankhede Stadium                       | Mumbai             | 33.000    | 1. ODI |
| Subrata Roy Sahara Stadium             | Pune               | 42.000    | 2. ODI |
| Saurashtra Cricket Association Stadium | Rajkot             | 28.000    | 2. T20 |
| Greenfield International Stadium       | Thiruvananthapuram | 50.000    | 3. T20 |

## Kaderlisten
Die Mannschaften benannten vor der Tour die folgenden Kader.
| ODI | ODI | Twenty20 | Twenty20 |
| Indien | Neuseeland | Indien | Neuseeland |
| --- | --- | --- | --- |
| - Virat Kohli (K) - Rohit Sharma (VK) - Jasprit Bumrah - Yuzvendra Chahal - Shikhar Dhawan - MS Dhoni (wk) - Kedar Jadhav - Dinesh Karthik - Bhuvneshwar Kumar - Manish Pandey - Hardik Pandya - Axar Patel - Ajinkya Rahane - Shardul Thakur - Kuldeep Yadav | - Kane Williamson (K) - Todd Astle - Trent Boult - Colin de Grandhomme - Martin Guptill - Matt Henry - Tom Latham (wk) - Henry Nicholls - Adam Milne - Colin Munro - Glenn Phillips - Mitchell Santner - Ish Sodhi - Tim Southee - Ross Taylor - George Worker | - Virat Kohli (K) - Jasprit Bumrah - Yuzvendra Chahal - Shikhar Dhawan - MS Dhoni (wk) - Shreyas Iyer - Dinesh Karthik - Bhuvneshwar Kumar - Ashish Nehra - Manish Pandey - Hardik Pandya - Axar Patel - KL Rahul - Rohit Sharma - Mohammed Siraj - Kuldeep Yadav | - Kane Williamson (K) - Todd Astle - Trent Boult - Tom Bruce - Colin de Grandhomme - Martin Guptill - Matt Henry - Tom Latham (wk) - Henry Nicholls - Adam Milne - Colin Munro - Glenn Phillips - Mitchell Santner - Ish Sodhi - Tim Southee - Ross Taylor |

## Tour Match
| 17. Oktober Scorecard | Mumbai | Indian Board President’s XI 295-9 (50)          | – | New Zealanders 265 (47.4) |
|                       |        | Indian Board President’s XI gewinnt mit 30 Runs |   |                           |

| 19. Oktober Scorecard | Mumbai | New Zealanders 343-9 (50)          | – | Indian Board President’s XI 310 (47.1) |
|                       |        | New Zealanders gewinnt mit 33 Runs |   |                                        |

## One-Day Internationals

### Erstes ODI in Mumbai
| 22. Oktober Scorecard | Mumbai | Indien 280-8 (50)                | – | Neuseeland 284-4 (49) |
|                       |        | Neuseeland gewinnt mit 6 Wickets |   |                       |

### Zweites ODI in Pune
| 25. Oktober Scorecard | Pune | Neuseeland 230-9 (50)        | – | Indien 232-4 (46) |
|                       |      | Indien gewinnt mit 6 Wickets |   |                   |

Es kam zu einem Skandal als vor dem Spiel ein Platzwart von einem TV-Team mit versteckter Kamera dabei gefilmt wurde wie er anbot den Pitch zu manipulieren. Dieser wurde daraufhin entlassen und der Pitch intensiv inspiziert, bevor das Spiel ausgetragen wurde.

### Drittes ODI in Kanpur
| 29. Oktober Scorecard | Kanpur | Indien 337-6 (50)         | – | Neuseeland 331-7 (50) |
|                       |        | Indien gewinnt mit 6 Runs |   |                       |

## Twenty20 Internationals

### Erstes Twenty20 in Delhi
| 1. November Scorecard | Delhi | Indien 202-3 (20)          | – | Neuseeland 149-8 (20) |
|                       |       | Indien gewinnt mit 53 Runs |   |                       |

### Zweites Twenty20 in Rajkot
| 4. November Scorecard | Rajkot | Neuseeland 196-2 (20)          | – | Indien 156-7 (20) |
|                       |        | Neuseeland gewinnt mit 40 Runs |   |                   |

### Drittes Twenty20 in Thiruvananthapuram
| 7. November Scorecard | Thiruvananthapuram | Indien 67-5 (8/8)         | – | Neuseeland 61-6 (8/8) |
|                       |                    | Indien gewinnt mit 6 Runs |   |                       |